# Die Little Richard Story
Die Little Richard Story (Originaltitel: Little Richard) ist ein US-amerikanischer Fernsehfilm von Robert Townsend aus dem Jahr 2000 über das Leben des Rock-’n’-Roll-Musikers Little Richard. Der Film wurde am 4. Juni 2001 vom Pay-TV-Sender Premiere ausgestrahlt. Im Free-TV strahlte VOX ihn am 24. Januar 2004 aus.

## Handlung
Während eines Konzertes 1957 im australischen Sydney bemerkt der Musiker Little Richard den Start einer russischen Rakete am Himmel und deutet dieses als Zeichen Gottes. Er verlässt die Bühne noch während der Show. Auch seine Band kann ihm am nächsten Tag von seinem Plan mit der Musik aufzuhören nicht abbringen.
1943: Richard wird von seinem Vater Bud zum wiederholten Mal beim Spielen in Frauenkleidern entdeckt. Der Prügelattacke durch seinen Vater kann Richard nur durch das Eingreifen seiner Mutter entgehen. Zur Strafe schleppt Bud Richard zum Boxen, wo er von einem größeren Jungen bewusstlos geschlagen wird.
Richard ist 1948 als Sänger im Kirchenchor aktiv, zusammen mit seinen Brüdern muss er nachts seinem Vater helfen, illegal gebrannten Reisschnaps zu verstecken. Als er in der Kirche seine Sünden beichtet und um Vergebung bittet, beginnt das Piano von alleine zu spielen. Richard deutet dies als Zeichen Gottes, auch als sich eine Katze, die sich im Inneren des Pianos versteckt hatte, als Ursache herausstellt. Der Prediger erwischt Richard beim anschließenden spielen auf dem Piano und beschwert sich bei seinen Eltern. Hier muss Richard zuhören, wie Bud gegenüber dem Priester zugibt sich für seinen Sohn zu schämen.
Während seiner Arbeit als Tellerwäscher in Atlanta lernt Richard 1952 den Musiker Sugarfoot Sam kennen, dieser gibt ihm eine Change in seiner Travestieshow aufzutreten. Nach einem Gastspiel in einer Stepptanzgruppe gastiert Richard, mittlerweile Sänger in der L.J. Heath Band auch in seiner Heimatstadt Macon. Sein Vater kommt als einziges Familienmitglied nicht zu seinem Auftritt. Als Richard im Anschluss der Show seinen Vater in dessen Klub besuchen will, muss er ansehen, wie dieser einen betrunkenen Gast mit Gewalt vor die Tür setzt. Dieses ruft Erinnerungen an seine Jugend wach und Richard verzichtet auf den Besuch. Auf den Kirchenstufen schwört er sich seinen Vater stolz zu machen.
Durch die Bekanntschaft mit dem Sänger Billy Wright lernt Richard sich pompös zu kleiden und sich zu schminken. Billy vermittelt ihm die mit dem Titel By the Light of the Silvery Moon eine erste Plattenaufnahme. Durch die Aufnahme erringt Richard auch das Wohlwollen seines Vaters, der die Platte seines Sohnes in der Jukebox des Klubs laufen lässt. Mit der attraktiven Lucille beginnt Richard eine Beziehung. Nach einer Schlägerei wird Bud von dem angetrunkenen Gast James Leroy erschossen.
1953 gründet Richard seine Band The Upsetters mit der er live auftritt. Kurz danach bekommt Richard ein Angebot für Probeaufnahmen, diese muss er allerdings mit Studiomusikern durchführen. Zunächst springt kein Funken über, erst mit einer von Richard in der Pause gespielten Version von Tutti Frutti schafft es der Sänger den Agenten Bump zu begeistern. Somit erhält Richard von Art Rupe einen Vertrag bei Specialty Records. Tutti Frutti landet erfolgreich auf Platz 2 der Charts. Als mit Pat Boone eine deutliche entschärfte Version ebenfalls in der Hitparade landete, verfeinert Richard seinen ausgefallenen Musikstil und steigert das Tempo seiner folgenden Lieder.
1956 erwirbt Richard ein großes Haus für sich und seine Familie und geht mit seiner alten Band, den Upsetters auf Tour. Richards Agent Bump macht sich Sorgen über Richards Lebensstil, den wilden Auftritten, den wilden Partys und die sexuellen Ausschweifungen. Als Lucille Richard um eine Heirat bittet, endet die Beziehung, da Richard sich nicht eine Frau beschränken möchte, sondern Lucile auf seine Bisexualität hinweist. Durch einen Radioprediger kommt Richard ins Grübeln, er bemerkt das seine Mutter nur ein Zimmer des riesigen Hauses bewohnt, im Schein einer Lampe erkennt er ein Kreuz, einen Prediger erkennt er als ehemaligen Musiker. Zweifelnd begibt er sich auf die anstehende Tournee nach Australien.
1962 ist Richard als Prediger in seiner Heimatstadt Macon tätig, als er von dem Promotor Don Arden das Angebot als Headliner zu einer Tour durch England mit Sam Cooke erhält. Da Richard das Geld dringt für seine Gemeinde benötigt, willigt er unter der Bedingung Gospel zu singen ein. Als das von Cooke angeheizte Publikum den Sänger mit seinem Gospelauftritt ausbuht wechselt Richard kurzerhand wieder zum Rock ’n’ Roll.
Der Film endet mit dem Hinweis das Little Richard den Glauben an Gott ebenso wenig verloren hat, wie den Glauben an die von ihm benutzte Schminke.

## Rezeption
TV Spielfilm lobte, „das lebendige Spiel des TV-Stars Leon verhindert, dass die Vita zur sentimentalen Starhymne verkommt.“ Fazit: „Durch die rosarote Brille, aber flott und vital“.